# Lucio Cornelio Lentulo Caudino (console 237 a.C.)
Lucio Cornelio Lentulo Caudino (... – 213 a.C.) è stato un politico romano.

## Biografia
Figlio del console Lucio Cornelio Lentulo e fratello del console Publio Cornelio Lentulo Caudino, fu il primo membro della famiglia ad acquisire l'agnomen Caudinus. Fu prima edile curule, fu eletto console nell'anno 237 a.C.. Gli fu tributato il trionfo per le sue vittorie contro i Liguri. Come riportato da Tito Livio, fu pontifex maximus a partire dal 217 a.C. e morì nel 213 a.C..